# Петрово (Александровский район)
Петрово — упразднённое село в Александровском районе Владимирской области России.

## География
Урочище находится в северо-западной части области, в зоне хвойно-широколиственных лесов, к северу от автодороги 17А-2, на расстоянии примерно 8 километров (по прямой) к западо-северо-западу от города Александрова, административного центра района.

### Климат
Климат характеризуется как умеренно континентальный, с умеренно тёплым летом, холодной зимой, короткой весной и облачной, часто дождливой осенью. Среднегодовая температура воздуха — +3,4 °C. Годовое количество атмосферных осадков — 549 миллиметров, из которых большая часть выпадает в тёплый период.

## История
В «Списке населенных мест Владимирской губернии по сведениям 1859 года» населённый пункт упомянут как владельческое сельцо Александровского уезда, расположенное при речке Погорелый Крест, в 6 верстах от уездного города. В сельце насчитывалось 11 дворов и проживал 81 человек (40 мужчин и 41 женщина).
По состоянию на 1905 год, в Петрове имелось 16 дворов и проживало 89 человек. В административном отношении деревня входила в состав Александровской волости.
В советское время входило в состав Долматовского сельсовета Александровского района (в период с 1941 до 1965 годы — в составе Струнинского района). Упразднено решением облисполкома № 1086 от 22 сентября 1965 года как фактически не существующая.